# Palaeomolis dublitzkyi
Palaeomolis dublitzkyi là một loài bướm đêm thuộc phân họ Arctiinae, họ Erebidae.